# Gilenija
Gilenija (lat. Gillenia), maleni rod trajnica iz porodice ružovki smješten u vlastiti tribus Gillenieae. Sastoji se od dvije sjevernoameričke vrste rasprostranjene od Hudsonovog zaljeva do Meksičkog zaljeva na jugu. 
Naziv roda Gillenia dan je u čast njemačkom botaničaru Arnoldu Gillu.; opisan je u Supplementum ad Methodum Plantas : a staminum situ describendi 286. 1802.

## Vrste
1. Gillenia stipulata (Muhl. ex Willd.) Nutt.
2. Gillenia trifoliata (L.) Moench, trolisna gilenija; tip

## Sinonimi
- Porteranthus Britton